# مبنى سانجر
مبنى سانجربالإنجليزية:Singer Building) ، أو يسمى برج سانجر (بالإنجليزية:Singer Tower) ، تقع مبنى سانجر سابقاًَ في منهاتن بمدينة نيويورك ، بنيت عام 1908 ، وهدمت سنة 1968 ، كان مبنى سانجر أكبر الأبراج في العالم في ذلك الوقت .

## معرض صور

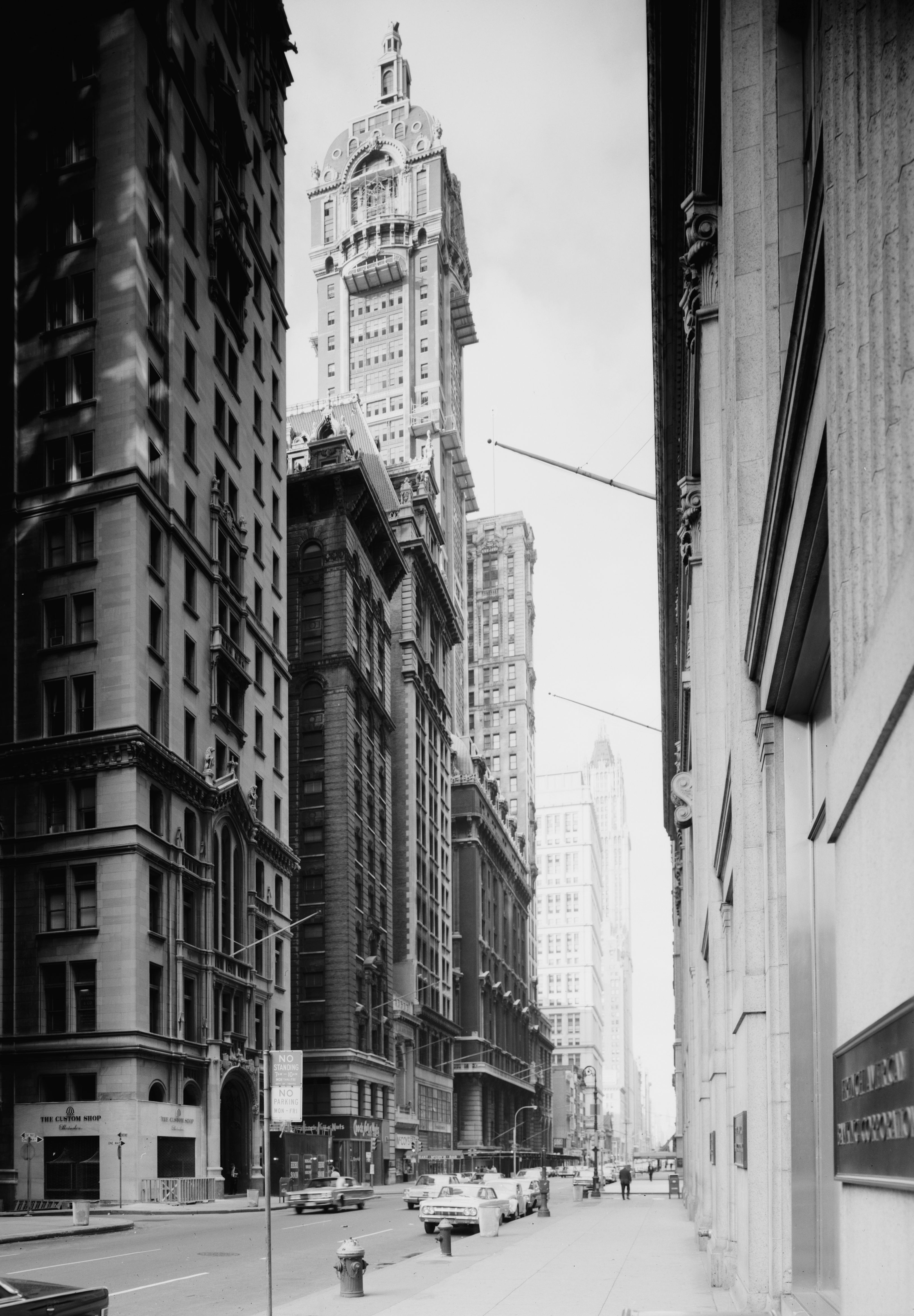
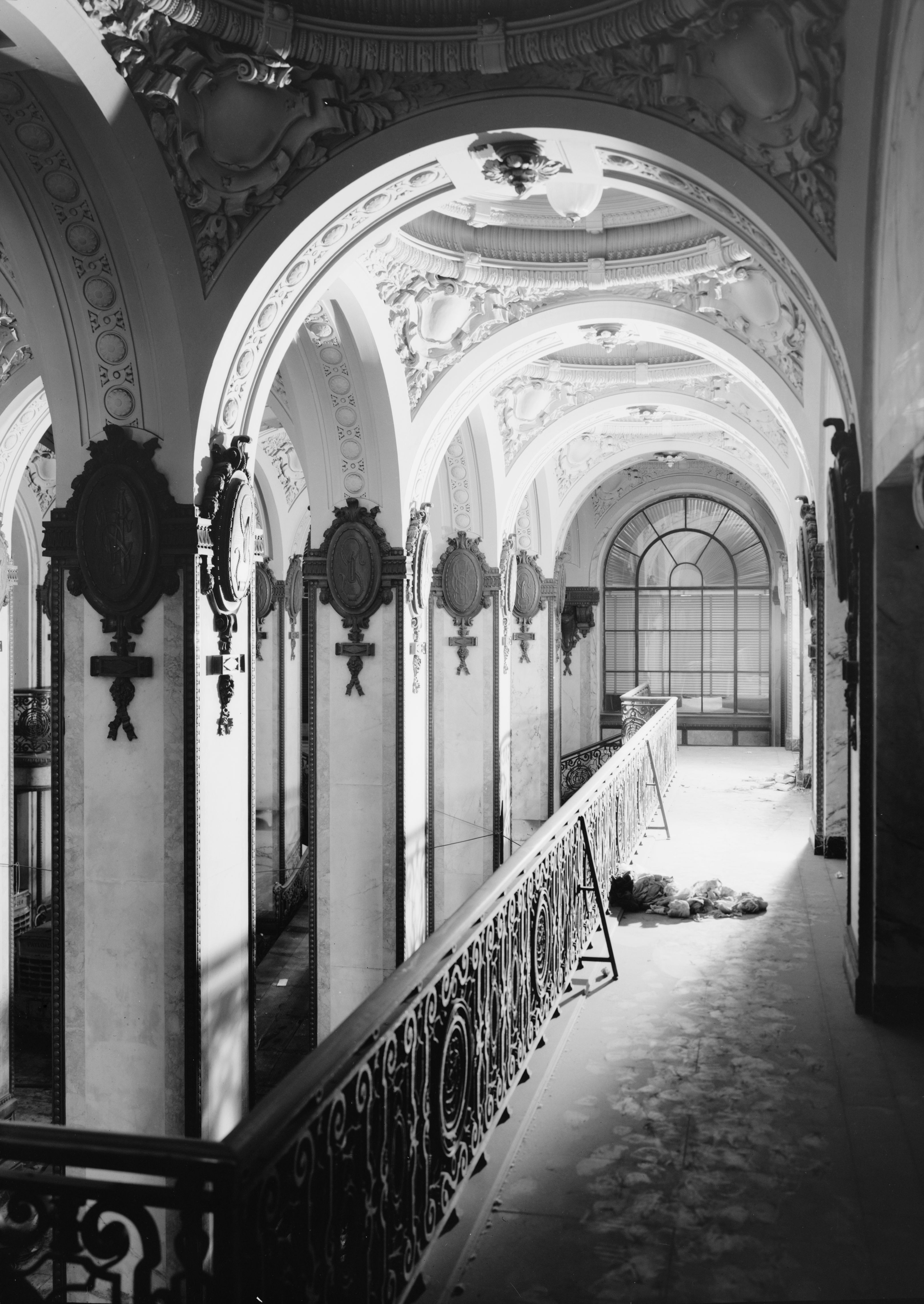
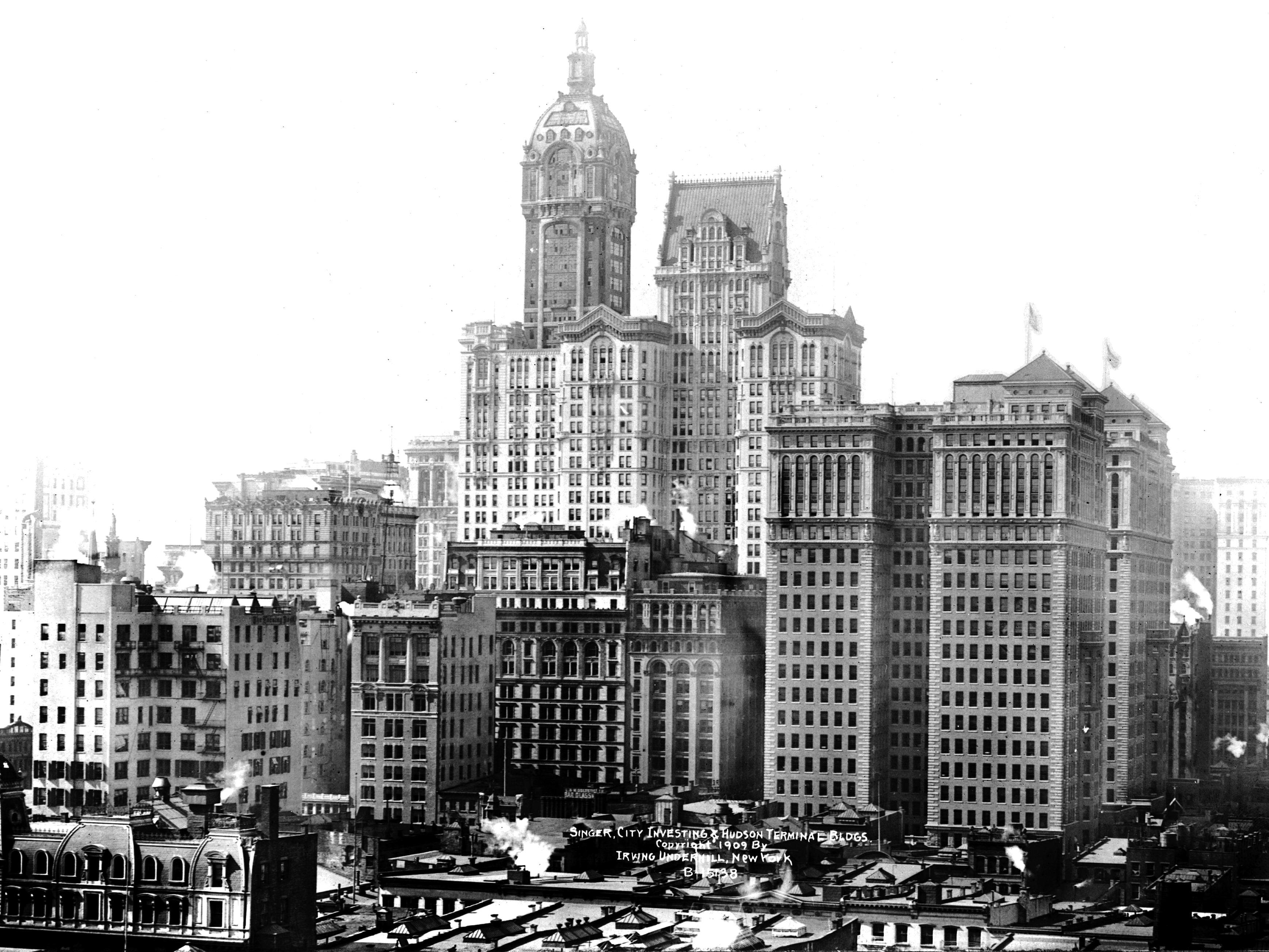

## وصلات خارجية
- Old postcard view of the Singer Building on bc.edu
- The Little Singer Building (561 Broadway)
- The Lost Skyscrapers of Bygone New York